# Anthurium galileanum
Anthurium galileanum är en kallaväxtart som beskrevs av Thomas Bernard Croat. Anthurium galileanum ingår i släktet Anthurium och familjen kallaväxter. Inga underarter finns listade.